# بديا
بديا هي بلدة فلسطينية إلى تقع الشمال من القدس في محافظة سلفيت بالضفة الغربية، تبلغ مساحتها حوالي 13,428 دونم، وعدد سكانها حوالي 10,451 نسمة (لا يشمل المغتربين) حسب التعداد العام للسكان والمساكن والمنشآت عام 2017. وهي من البلدات التي احتلتها إسرائيل في حرب 1967.

## التسمية
اختلفت الآراء وتعددت حول تسمية بديا بهذا الاسم، ومنها: بديا، بكسر الباء وسكون الدال وفتح الياء، وهو تحريف لكلمة (بدة) الآرامية، بمعنى معاصر الزيتون، ومنها (البد) وهو الجذع الثقيل الذي يستخدم في عصر الزيوت.[بحاجة لمصدر]

## الجغرافيا
تقع بلدة بديا في وسط فلسطين، في الجزء الشمالي الغربي من الضفة الغربية، في الناحية الشمالية الغربية من محافظة سلفيت، على التلال الغربية من سلسلة الجبال المركزية الممتدة من الشمال إلى الجنوب في الضفة الغربية على ارتفاع (344) متراً عن سطح البحر، قرب طريق نابلس - يافا القديمة. تبعد بلدة بديا عن مدينة سلفيت حوالي 14 كم إلى الغرب منها، و 32 كم عن مدينة نابلس جنوباً.

### المخطط الهيكلي
تبلغ مساحة بديا وفق المخطط الهيكلي للبلدة بـ (3000) دونم في حين تبلغ المساحة الكلية للأراضي حوالي (13) ألف دونم.

### المساحة
تبلغ المساحة الكلية لبلدة بديا حوالي 13 ألف دونم، حيث تشكل 6.3 % من مساحة محافظة سلفيت البالغة 204 كم2. كغيرها من التجمعات السكانية، قسمت أراضي بديا إلى مناطق ( أ، ب ، ج) بعد اتفاقيات أوسلو، وهي موزعة على النحو التالي 
-     تبلغ مساحة أراضي (أ): 0 دونم، وتشكل 0% من المساحة الكلية للبلدة.
-     تبلغ مساحة أراضي (ب): 2000 دونم، وتشكل 15.3 % من المساحة الكلية للبلدة.
-     تبلغ مساحة أراضي (ج): 11000 دونم، وتشكل 84.6 % من المساحة الكلية للبلدة.

### الحدود
يحد بلدة بديا من الشرق أراضي بلدتي قراوة بني حسان وسرطة، أما من الشمال فيحدها أراضي بلدتي دير استيا وكفر ثلث، ومن الغرب بلدات سنيريا، ومسحة، والزاوية، أما من الجنوب فيحدها أراضي بلدة كفر الديك.

## التاريخ الحديث والمعاصر
تعود البلدة في تاريخها إلى العهد الروماني. عُثر فيها على آثار من العصر الحديدي الثاني، والفترة البيزنطية، والأموية، الصليبية، الأيوبية.

### العهد العثماني
تبعت بديا إلى الإمبراطورية العثمانية في عام 1517 مع كل فلسطين، وكانت تتبع ولاية شرق بيروت. في عام 1596 ظهر لأول مرة اسم بديا في سجلات الضرائب 

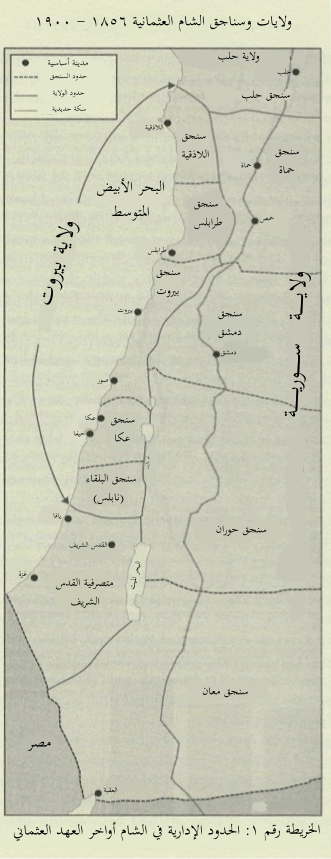
الولايات العثمانية في بلاد الشام نهاية القرن التاسع عشر، كانت بديا واقعة ضمن سنجق البلقاء (نابلس) التابع لولاية شرق بيروت.

العثمانية، حيث دفعوا معدل ثابت للضريبة بنسبة 33,3٪ على المنتجات الزراعية المختلفة، مثل القمح، والشعير، والمحاصيل الصيفية، والزيتون، والماعز، وخلايا النحل. عام 1882، أجرى صندوق استكشاف فلسطين الغربية مسحاً للبلدة ووصفها بأنها «قرية متوسطة الحجم، منازلها من الحجر، تحيط بها بساتين جميلة من أشجار الزيتون القديمة الجميلة، ومن الواضح أنها موقع قديم».

### الانتداب البريطاني
في عام 1917، سقطت بديا بيد الجيش البريطاني، ودخلت القرية مع باقي فلسطين مظلة الانتداب البريطاني على فلسطين عام 1920، وأصبحت بديا تتبع لقضاء نابلسفي تلك الفترة حتى وقوع النكبة.
أجرت سلطات الانتداب البريطاني تعدادا عاما للسكان عام 1922، وقد بلغ عدد السكان حوالي 792 نسمة. ثم تزايد العدد حتى وصل إلى 1,026 نسمة في تعداد عام 1931. أما في تعداد عام 1945، فبلغ عدد سكان بديا حوالي 1,360 نسمة جميعهم مسلمون.

### الحكم الأردني
في أوائل خمسينيات القرن العشرين أتبعت بديا للحكم الأردني بين حربي 1948 و1967، وكان عدد سكانها آنذاك حوالي 2,212 نسمة عام 1961، وكانت تتبع إدارياً إلى قضاء نابلس.

### النكسة
وقعت بديا في يد الاحتلال بعد حرب النكسة.

### السلطة الفلسطينية
بعد تأسيس السلطة الفلسطينية، قسمت أراضي البلدة إلى قسمين: الأول شكل حوالي 15.2% وعرف باسم المنطقة «ب»، بينما القسم الآخر والذي شكل النسبة المتبقية عرف باسم المنطقة «ج». وأتبعت البلدة إدارياً لمحافظة سلفيت، وأصبحت بلدية.

## السكان
دخلت فلسطين وفود كبيرة عبر العصور من تجار وغيرهم وذلك لموقعها الهام كنقطة وصل بين القارات، ومركز للحضارات والأديان. يبلغ عدد سكان بديا حاليا حوالي 10,451 نسمة جميعهم من المسلمين وذلك حسب التعداد العام للسكان 2017 الذي أجراه الجهاز المركزي للإحصاء الفلسطيني.
| السنة           | 1922 | 1931  | 1945  | 1961  | تعداد (1997) | تعداد (2007) | تقدير (2012) | تعداد (2017) |
| --------------- | ---- | ----- | ----- | ----- | ------------ | ------------ | ------------ | ------------ |
| التعداد السكاني | 792  | 1,026 | 1,360 | 2,212 | 6,058        | 7,978        | 8,951        | 10,451       |

### أعلام بارزون
- نعيم سلامة
- قدري عمر محمد أبو بكر (10 يناير 1953[17] – 1 يوليو 2023[18])، شغل منصب رئيس هيئة شؤون الأسرى والمحررين بين عامي 2018 و2023.[18]

## البنية التحتية

### التعليم
يعتبر التعليم في بلدة بديا من القطاعات المهمة والرائدة، كان التعليم خلال العهد العثماني عن طريق الكتاتيب، فقد كانت تدرس العلوم القرآنية، والحساب، واللغة العربية. لم يكن في حينه التعليم سهل المنال، فالأوضاع الاقتصادية والتقلبات السياسية بعد الحرب العالمية الأولى اضطرت الكثير من الطلاب إلى الانسحاب وترك التعليم والتوجه للعمل في الأراضي والزراعة واحتراف بعض المهن. بعد انتهاء الحرب العالمية الأولى أسست أول مدرسة في بديا عام 1920.
·        المدارس ورياض الأطفال:
تضم بلدة بديا حالياً ست مدارس حكومية، ومدرستان خاصتان، وسبع رياض أطفال.
1. مدرسة ذكور بديا الثانوية: تم بناؤها حديثا، وتقع على الطريق الواصلة بين بلدتي بديا وسنيريا، وتضم الصفوف الدراسية (9-12).
2. مدرسة ذكور بديا الأساسية العليا: تقع في منتصف البلدة وقد تأسست عام 1920م، وأصبحت بعد النكبة إعدادية، وتضم الصفوف الدراسية (6-8).
3. مدرسة ذكور بديا الأساسية: تقع في شمال البلدة، وقد تأسست عام 1970م وتضم الصفوف الدراسية (1-5).
4. مدرسة بنات بديا الثانوية: تقع شمال البلدة، وقد تأسست عام 1946 وتضم الصفوف الدراسية (10-12).
5. مدرسة بنات بديا الأساسية العليا: وتضم الصفوف الدراسية (7-9).
6. مدرسة بنات بديا الأساسية: تقع في وسط البلدة، وقد تاسست عام 1975م وتضم الصفوف الدراسية (1-6).

#### التعليم العالي
·        جامعة القدس المفتوحة - مركز بديا الدراسي: أسس مركز خدمات بديا الدراسي التابع لفرع سلفيت عام 2006 م، بسبب الظروف الأمنية والاقتصادية الصعبة التي يعيشها أهالي القرى والبلدات الواقعة غرب محافظة سلفيت. ويقع المركز على الشارع الرئيسي في مبنى مجمع البلدية، حيث قدمت بلدية بديا إعفاءا كاملا للجامعة من أجرة المقر، وأيضًا قطعة أرض لإقامة مقر للجامعة في المنطقة الغربية من المحافظة.
-       التخصصات المطروحة بالفرع هي: الآداب، التكنولوجيا والعلوم التطبيقية، التنمية الاجتماعية والأسرية، العلوم الإدارية والاقتصادية، العلوم التربوية ودبلوم التأهيل التربوي.

### الصحة
تضم بلدة بديا عددا من المؤسسات الصحية، منها صحة بديا الحكومية ومركز الطوارئ الذي لم يشغل بعد، وعيادة الهلال الأحمر الفلسطيني وغيرها من العيادات الخاصة.

### المياه
يعتمد سكان بديا في سد احتياجاتهم من المياه على مياه الشركة الإسرائيلية «ميكروت»، وقد بدأت الشركة بتزويد البلدة بالمياه في عام 1984م إلى جانب ذلك يحرص السكان على حفر آبار لجمع مياه الأمطار فيها، حيث يشرب السكان من مياه الأمطار المجموعة.

## السياحة والآثار

### المساجد والمقامات الدينية
1. مسجد عمر بن الخطاب وهو مسجد قديم ويقال أنه يعود إلى مولة أبي حماد في العهد العثماني.
2. المسجد الكبير وقد بني في عهد الانتداب البريطاني عام 1341هـ وفي سنة 1354 هـ أضيف إليه رواق واسع
3. مسجد النور بجانب مبنى البلدية.
4. مسجد أبي عبيدة ويقع في الجهة الشرقية من البلدة.
5. مسجد التقوى ويقع في الجهة الغربية من البلدة، وقد بني بتبرع من السيد جميل إبراهيم «أبو جمال».
6. ضريح الشيخ علي الدجاني في جنوبي القرية وهو من رجال القرن العاشر الهجري ويعود نسبه إلى بدر آل الدجاني المقدسيين وعرف ولده أحمد بأنه من كبار رجال الصوفية (الكواكب السائرة ج 3/ 120). أما عائلة الدجاني في يافا، فقد نزلتها من بيت (دجن) في مطلع القرن التاسع عشر وظهر منها علماء وفقهاء، وظل أبناؤها يتوارثون الإفتاء في يافا حتى سنة 1948م والدجاني (المقدسية) و(اليافوية) من الأشراف، ينسبون إلى الحسين بن علي «رضي الله عنه».
7. ضريح الشيخ حميدة الرابي جد آل الرابي (بجوار ضريح الشيخ علي الدجاني) وقد كان اماما وعلامة
8. مقام الشيخ حمدان.

### الخرب والآثار
تعود البلدة في تاريخها إلى العهد الروماني ولعل وجود بعض المعالم الأثرية التي ترجع إلى هذا العهد دليل على ذلك، إضافة إلى وجود شجر الزيتون الرومي فيها. تنتشر في أراضي البلدة الكثير من المواقع الأثرية والمغارات والمقامات وأشهر هذه المواقع هي:
1. خربة حزيمة وهي قرية أثرية مهجورة لا زالت آثارها ماثلة وآبار المياه فيها موجودة.
2. خربة السمرا وخربة سليتا.
3. بركة ماء أثرية قديمة تعود إلى العهد الروماني، وقد جرت إعادة بنائها وسقفها أوائل الخمسينات من القرن العشرين.
4. درجة إسعيفان نسبة لعائلة إسعيفان (دار أبو سالم).

وتحتوي بديا على مدافن منقورة في الصخر وبركة وأنقاض محرس وبركة أخرى إلى الشمال الغربي.

## الاقتصاد
تقع مدينة بديا إلى الشمال الغربي من مدينة سلفيت وتتوسط المنطقة الغربية للمحافظة، وتمتاز بديا بموقع استراتيجي متميز، حيث تعتبر القلب النابض لعدد من البلدات في المحافظة، أدى موقعها المتميز إلى خلق حركة تجارية واقتصادية نشطة تمثلت في وجود مئات المحلات التجارية المختلفة مما جعلها مركزا للتسوق، وقد نشطت حركة الاستثمار من قبل عدد من رؤوس الأموال في البلدة ومن خارجها. وأصبحت مكانا مناسبا لإقامة العديد من الورش الصناعية والمنشآت الاقتصادية الكبيرة.[بحاجة لمصدر]

### الزراعة
تعتمد بديا في المقام الأول على بساتين الزيتون لزيت الزيتون وإنتاج الصابون النابلسي، حيث أن معظم أراضي البلدة مزروعة بأشجار الزيتون. تعد بديا من أكثر البلدات إنتاجاً لزيت الزيتون في المنطقة خاصة، وفي فلسطين عامة وفي هذا مؤشر على كثرة أشجار الزيتون فيها، والتي تعد العمود الفقري لاقتصاد البلدة قديماً وحديثاً.[بحاجة لمصدر]

### التجارة والصناعة
تعد بديا مركزاً تجارياً للقرى المجاورة، نظراً لموقعها وسهولة مواصلاتها وتطورها، وتواجد فروع للمؤسسات الحكومية فيها، وفرع لجامعة القدس المفتوحة، وفروع للبنوك، ومركز للتسوق، إضافة إلى توفر الورش الصناعية والحرفية المتنوعة فيها، هذا زاد من أهمية بلدة بديا كونها مكانا لجذب الاستثمارات ورؤوس الأموال، كما نشطت فيها شركات التأمين وعيادات الأطباء والمختبرات الطبية ومكاتب التكسيات، ولعل وجود مجمع تكسيات عمومي مرخص من قبل وزارة النقل والمواصلات ساهم بشكل كبير في جعل بلدة بديا محط الأنظار في المنطقة وملتقى الأعمال والنشاطات.[بحاجة لمصدر]
يعمل سكان بديا في عدة قطاعات مختلفه أهمها التجارة حيث تتوفر مساحة كبيرة في بديا للاستخدام التجاري بأصنافها المختلفة، وكذلك يوجد اهتمام خاص بالصناعة والحرف حيث يوجد العديد من المصانع في البلدة التي يعمل فيها عدد كبير من الأيدي العاملة، إلا أن توفر فرص العمل في مستوطنات دولة الاحتلال جعلت كثيراً من سكانها يعزفون عن العمل في الأرض والزراعة والبحث عن فرص عمل أخرى في البناء والتجارة والصناعة والوظائف الحكومية. ويزرع السكان إلى جانب الزيتون والتين بعض الخضراوات والحبوب.[بحاجة لمصدر]

## معرض صور

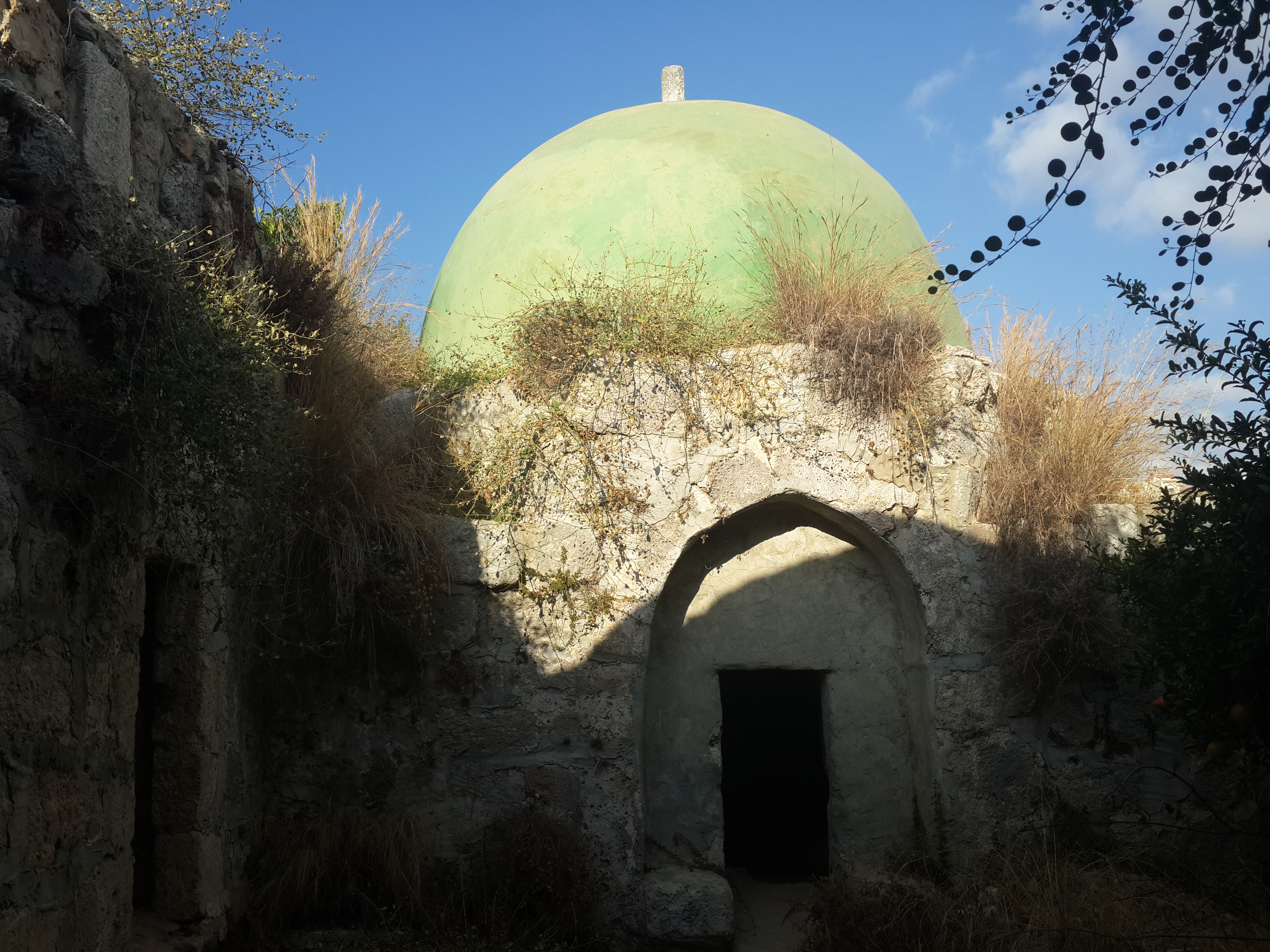
بناء في البلدة القديمة
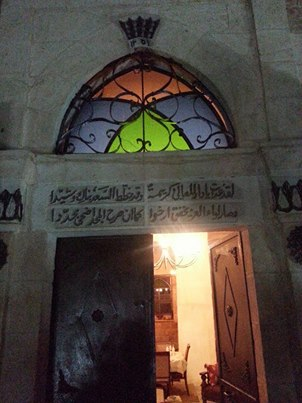
قصر آل طه

## مواضيع ذات صلة
| - فلسطين - القدس | - آثار فلسطين - تاريخ فلسطين - مدن فلسطين | - محافظة سلفيت - سلفيت - قراوة بني حسان |

## وصلات خارجية
- ملف بلدة بديا - معهد الأبحاث التطبيقية.
- صفحة قضاء نابلس قديماً.
- صفحة بديا في موقع فلسطين في الذاكرة.
- صورة جوية للبلدة.